# Neoechinorhynchus (Hebesoma) personatus
Neoechinorhynchus (Hebesoma) personatus is een haakwormensoort uit de familie van de Neoechinorhynchidae. De wetenschappelijke naam van de soort werd voor het eerst geldig gepubliceerd in 2014 door Tkach, Sarabeev en Shvetsova.